# WTA San Juan
Das WTA San Juan (offiziell: Puerto Rico Open) war ein Damen-Tennisturnier der WTA Tour, das in der puerto-ricanischen Stadt San Juan (Puerto Rico) ausgetragen wurde. 1990 fand es in Dorado (Puerto Rico) statt.

## Siegerliste

### Einzel
| Jahr                    | Siegerin           | Finalgegnerin    | Ergebnis      |
| ----------------------- | ------------------ | ---------------- | ------------- |
| 1971                    |                    |                  |               |
| 1972                    |                    |                  |               |
| 1977                    |                    |                  |               |
| 1986                    | Raffaella Reggi    | Sabrina Goleš    | 7:6, 4:6, 6:3 |
| 1987                    | Stephanie Rehe     | Camille Benjamin | 7:5, 7:6      |
| ↓ Kategorie: Tier IV ↓  |                    |                  |               |
| 1988                    | Anne Minter        | Mercedes Paz     | 2:6, 6:4, 6:3 |
| 1989                    | Laura Gildemeister | Gigi Fernández   | 6:1, 6:2      |
| 1990                    | Jennifer Capriati  | Zina Garrison    | 5:7, 6:4, 6:2 |
| 1991                    | Julie Halard       | Amanda Coetzer   | 7:5, 7:5      |
| 1992                    | Mary Pierce        | Gigi Fernández   | 6:1, 7:5      |
| ↓ Kategorie: Tier III ↓ |                    |                  |               |
| 1993                    | Linda Harvey-Wild  | Ann Grossman     | 6:3, 5:7, 6:3 |
| 1995                    | Joannette Kruger   | Kyōko Nagatsuka  | 7:6, 6:3      |

### Doppel
| Jahr                    | Siegerinnen                          | Finalgegnerinnen                  | Ergebnis             |
| ----------------------- | ------------------------------------ | --------------------------------- | -------------------- |
| 1971                    |                                      |                                   |                      |
| 1972                    |                                      |                                   |                      |
| 1977                    |                                      |                                   |                      |
| 1986                    | Lori McNeil Mercedes Paz             | Gigi Fernández Robin White        | 6:2, 3:6, 6:4        |
| 1987                    | Lise Gregory Ronnie Reis             | Cammy MacGregor Cynthia MacGregor | 7:5, 7:5             |
| ↓ Kategorie: Tier IV ↓  |                                      |                                   |                      |
| 1988                    | Patty Fendick Jill Hetherington      | Gigi Fernández Robin White        | 6:4, 6:2             |
| 1989                    | Gigi Fernández Robin White           | Cammy MacGregor Ronni Reis        | wegen Regen abgesagt |
| 1990                    | Olena Brjuchowez Natalija Medwedjewa | Amy Frazier Julie Richardson      | 6:4, 6:2             |
| 1991                    | Rika Hiraki Florencia Labat          | Sabine Appelmans Camille Benjamin | 6:3, 6:3             |
| 1992                    | Amanda Coetzer Elna Reinach          | Gigi Fernández Kathy Rinaldi      | 6:2, 4:6, 6:2        |
| ↓ Kategorie: Tier III ↓ |                                      |                                   |                      |
| 1993                    | Debbie Graham Ann Grossman           | Gigi Fernandez Rennae Stubbs      | 5:7, 7:5, 7:5        |
| 1995                    | Karin Kschwendt Rene Simpson         | Laura Golarsa Linda Harvey-Wild   | 6:2, 0:6, 6:4        |